# 開木蝨屬
开木虱属（学名：Strophingia）为扁木虱科的一个属。此属的物种见于欧洲。

## 物种
本属包括以下物种：
- Strophingia arborea Loginova, 1976
- Strophingia australis Hodkinson, 1981